# Bedřich Adolf Kinský
Bedřich Adolf hrabě Kinský z Vchynic a Tetova (5. říjen 1885 Spálov – 5. února 1956 Vídeň) byl člen rodu Kinských a pocházel ze sloupské větve. Jeho rodiči byli Filip Arnošt Kinský (1861–1939) a Marie rozená Dubská z Třebomyslic (1864–1926).

## Život

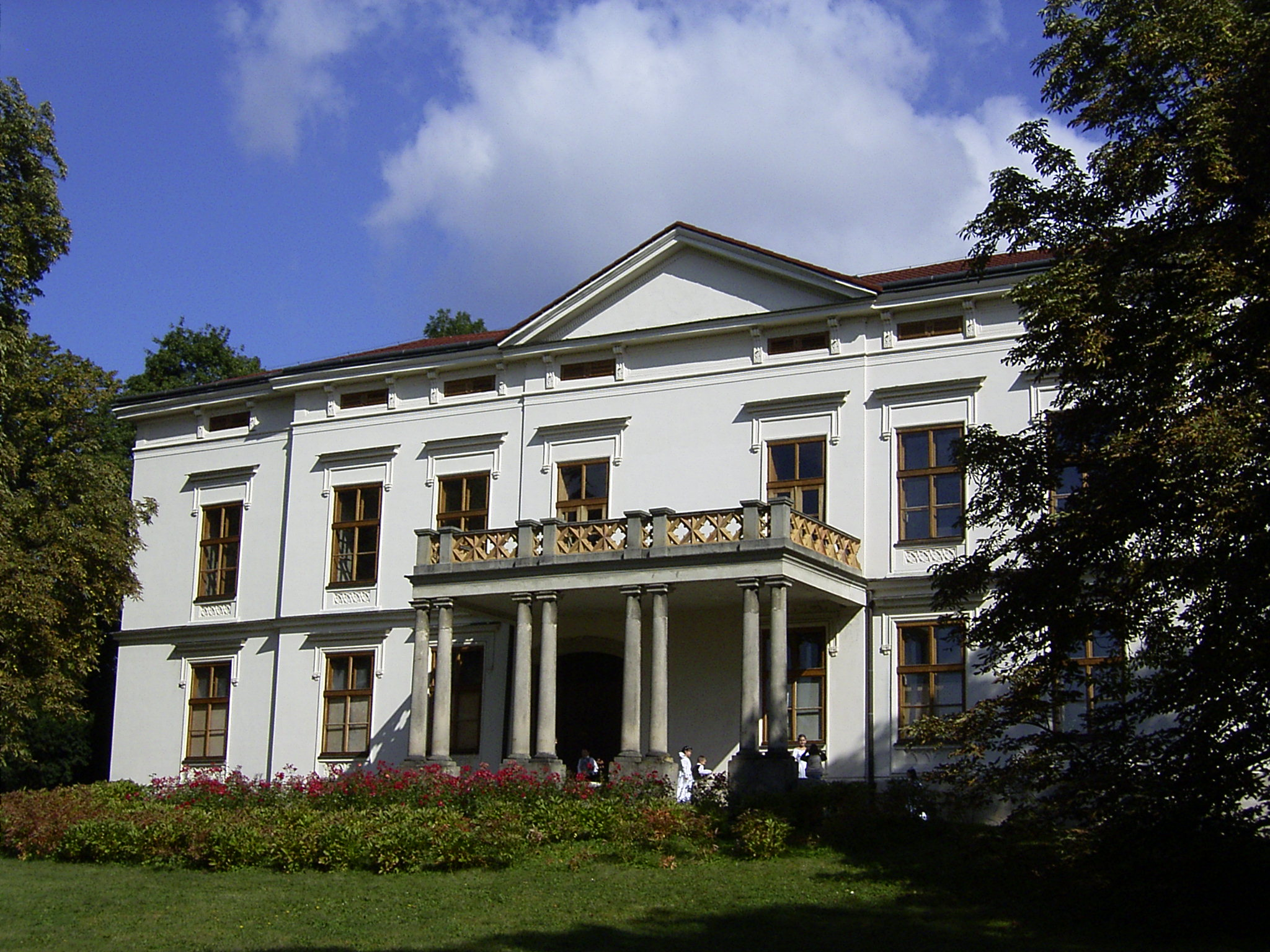
Zámek v Lešné

Studoval na tereziánské vojenské akademii ve Vídeňském Novém Městě. Za první světové války byl císařským důstojníkem. Po zániku Rakousko-Uherska si ponechal rakouské občanství a v roce 1939 automaticky získal německé občanství. 
Za druhé světové války žil na zámku v Lešné, který zdědil po svém otci. Byl majorem wehrmachtu a za války se postavil proti masakru, který na místním obyvatelstvu chtěly uskutečnit oddíly SS. V roce 1945 byli s manželkou v internaci v závodě na klobouky ve Valašském Meziříčí a museli vykonávat různé práce, pracovali např. u místního zvěrolékaře. Po propuštění z internace se nastěhovali do budovy v hospodářském dvoře u zámku v Lešné. Nesměli opouštět budovu a museli se pravidelně hlásit. V těchto podmínkách žili dva roky a pak si zažádali o vystěhování do Rakouska, což jim bylo umožněno.

### Manželství a potomstvo
Oženil se v Lysicích 6. dubna 1910 s Margarethou hraběnkou Dubskou z Třebomyslic (5. květen 1885 Lysice – 12. duben 1968 Vídeň), dcerou Quida Dubského z Třebomyslic (1835–1907) a Alžběty Leopoldiny Kinské (1855–1942). Měli spolu šest dětí:
- 1. Marie "Minki" (10. 6. 1912 Vídeň – 11. 2. 1994 Vídeň)
  - ⚭ (23. 4. 1931 Lešná) Leopold IV. Podstatzky-Lichtenstein (2. 4. 1903 Veselíčko – 25. 1. 1979 Freistadt)
- 2. Philipp Franz Joseph (15. 5. 1914 – 28. 6. 1914)
- 3. Friedrich Adolf (27. 5. 1915 Lysice – 27. 3. 1984 Vídeň), velkopřevor Maltézského řádu v Rakousku
- 4. Peter Albrecht (31. 10. 1921 Lysice – 26. 1. 1945 Gallingen), padl ve druhé světové válce
- 5. Christian Leopold Kinský (14. 2. 1924 Nový Jičín – 24. 9. 2011 Heidenreichstein)
  - ⚭ (5. 7. 1956 Vídeň) Josefína van der Straten-Ponthoz (28. 5. 1921 Vídeň – 29. 11. 2020)
- 6. Marie Elisabeth (28. 4. 1928 Nový Jičín – 10. 5. 2015 Ansfelden)[6]
  - ⚭ (23. 4. 1953 Vídeň) Gottfried von Stepski-Doliwa (15. 8. 1915 Linec – 26. 7. 1989 Wels)